# Segreti di una tata
Segreti di una tata (The Watchful Eye) è una serie televisiva drammatica e thriller statunitense creata da Julie Durk e che ha debuttato sul canale Freeform il 30 gennaio 2023.

## Personaggi e interpreti

### Principali
- Mariel Molino nel ruolo di Elena Santos, una tata assunta di recente che si trasferisce a vivere nel The Greybourne
- Warren Christie nel ruolo di Matthew Ward,[3] un ricco architetto che ha di recente perso la moglie
- Amy Acker nel ruolo di Tory Ayres,[3] cognata di Matthew
- Jon Ecker nel ruolo di Scott Macedo,[3] l'intrigante fidanzato detective di Elena
- Aliyah Royale nel ruolo di Ginny Welles,[3] nuova amica di Elena, tata al The Greybourne
- Lex Lumpkin nel ruolo di Elliot Schwartz,[3] adolescente che vive al The Greybourne e diventa amica di Elena
- Henry Joseph Samiri nel ruolo di Jasper Ward,[3] giovane figlio di Matthew, che ha di recente perso la madre
- Kelly Bishop nel ruolo della signora Ivey, residente da molto tempo al The Greybourne e zia di Matthew

### Secondari
- Grace Kaufman nel ruolo di Bennet Ayres, figliastra maggiore di Tory
- Christopher Redman nel ruolo di Dick Ayres, il marito dottore di Tory
- Megan Best nel ruolo di Darcy Ayres, figliastra minore di Tory
- Baraka Rahmani nel ruolo di Alex Toubassy, una delle tate amiche di Elena
- Clare Filipow nel ruolo di  Kim Stewart, una delle tate amiche di Elena
- Emily Tennant nel ruolo di Allie Ward, moglie deceduta di Matthew
- Lachlan Quarmby nel ruolo di James Gianfranco, babysitter amico di Ginny
- Jacqueline Obradors nel ruolo di Ronnie
- Andres Velez nel ruolo di Roman, migliore amico di Elena che lavora come portiere al The Greybourne
- Aaron Douglas nel ruolo di Otis Winthrop III